# 大阪市立片江小学校
大阪市立片江小学校（おおさかしりつ かたえしょうがっこう）は、大阪府大阪市東成区にある公立小学校。

## 沿革
地域の児童数の増加により、従来の鶴橋第三（現・大成）・神路・小路の3小学校の校区の一部を分離・再編して、1940年6月1日に開校した。
開校当初は大阪市片江尋常小学校と称した。しかし10ヶ月後の1941年4月1日に国民学校令が施行されたことに伴い大阪市片江国民学校へと改称している。
太平洋戦争の戦局悪化により、大阪市の国民学校児童は1944年以降学童疎開の対象となった。縁故での疎開ができない児童については学校から集団疎開を実施することになった。集団疎開先の府県は各行政区ごとに指定され、東成区の国民学校では奈良県が疎開先として割り当てられた。片江国民学校では奈良県磯城郡桜井町・初瀬町（いずれも現在の桜井市）への集団疎開を実施している。
1945年6月15日の第四次大阪大空襲では校舎を全焼する被害を受けた。被災直後の一時期、神路国民学校（現在の大阪市立神路小学校）および今里国民学校（現在の大阪市立今里小学校）に仮校舎を設置して学校事務や授業を実施したが、1947年5月31日付で元の場所に校舎を復帰している。
学制改革により、1947年4月1日付で大阪市立片江小学校に改称した。
- 1940年6月1日 - 大阪市片江尋常小学校として、現在地に開校。
- 1941年4月1日 - 国民学校令により、大阪市片江国民学校と改称。
- 1944年9月 - 学童集団疎開を実施。
- 1945年6月15日 - 大阪大空襲で校舎全焼。一時仮校舎に移転。
- 1947年
  - 4月1日 - 学制改革により大阪市立片江小学校と改称。
  - 5月31日 - 戦災復興校舎完成。現在地に校舎を復帰。
- 2004年11月 - 全国学校体育研究優良校として表彰を受賞。
- 2007年4月 - 大阪市学校図書館支援モデル事業実施校に指定。

## 通学区域
- 大阪市東成区 大今里南1丁目-6丁目。
  - 卒業生は大阪市立相生中学校に進学する。

## 交通
- 近畿日本鉄道（近鉄）今里駅北西へ約400m。
- 大阪市高速電気軌道（Osaka Metro）千日前線・今里筋線　今里駅南東へ約400m。